# Том Вангенегден
Том Вангенегден (31 січня 1983) — бельгійський плавець.
Учасник Олімпійських Ігор 2008 року.